# Diaspora comorienne en France

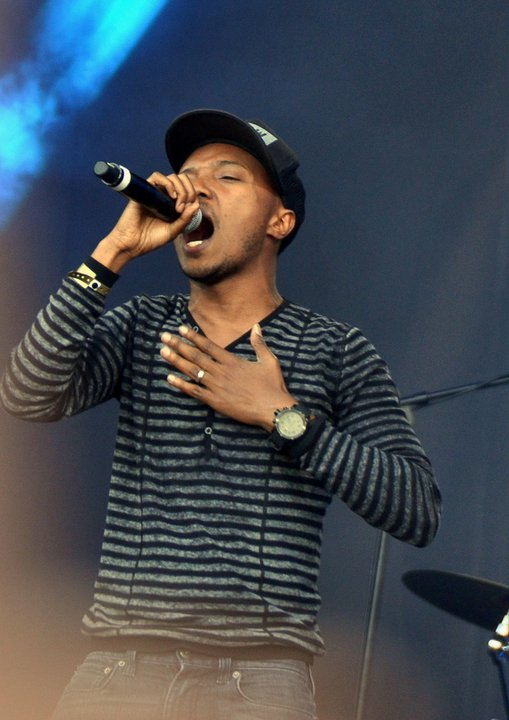
Soprano, rappeur franco-comorien né à Marseille.

La diaspora comorienne en France regroupe la part des personnes originaires de l'union des Comores ayant émigré sur le territoire français, soit plus de 400 000 ressortissants en 2009.

## Importance
L'immigration comorienne représente une importante proportion de la population locale de l'île de Mayotte, un département d'outre-mer français. En 2011, le nombre de migrants était estimé de 40 000 à 50 000 personnes pour une population de 250 000 personnes, et au moins 130 000 en 2018 (soit 52 % de la population de l'île). Cette situation, qui s'explique par la proximité géographique (Mayotte fait partie de l'archipel des Comores dans l'océan Indien) et l’inégalité économique, pose des problèmes sociopolitiques et de pression démographique sur le territoire.
La diaspora installée en France métropolitaine est également significative, notamment à Marseille, ce qui fit dire à l'ex-président des Comores (Ahmed Abdallah Mohamed Sambi) que « Marseille est la cinquième île des Comores, il faudra un jour en tenir compte »[réf. nécessaire]. D'autres concentrations importantes se trouvent localisées en région parisienne, à Lyon, Nice, Dunkerque, et en région Occitanie . Selon l'Institut national de recherches pédagogiques (ex-INRP), il y aurait environ 40 000 Comoriens d'origine à Marseille. Des sources moins fiables, mais plus récentes, parlent de 80 000 personnes (un dixième de la population de la ville).
La diaspora comorienne en France (environ 80 % de la diaspora mondiale) compte pour 20 à 25 % du PIB comorien, principalement en soutenant la consommation.